# Laura Marano
Laura Marie Marano (ur. 29 listopada 1995 w Los Angeles) – amerykańska aktorka i piosenkarka, siostra Vanessy. Grała m.in. w serialu Disneya Austin i Ally.

## Życiorys
Marano jest córką profesora Damiano Marano i byłej aktorki Ellen Marano. Jej ojciec ma włoskie korzenie. Laura swoją pierwszą rolę dostała kiedy miała 5 lat.
Dostawała także małe role w Dziecięcym Teatrze Augora. Pojawiała się w reklamach i dostawała małe role w produkcjach takich jak Ghost Whisperer, Medical Investigation, Huff czy Joan of Arcadia. Podkładała także głos w filmach Gdzie jest Nemo? i Epoka lodowcowa 2: Odwilż. Grała tytułową bohaterkę, Ally, w serialu Austin i Ally, a także główną rolę w filmie A Sort of Homecoming. W marcu 2015 roku, na swoim Twitterze, ogłosiła, że podpisała kontrakt z wytwórnią Big Machine Label Group. 11 marca 2016 miała miejsce premiera jej debiutanckiego singla „Boombox”, a 25 sierpnia został wydany drugi singiel o nazwie „La La”.
30 czerwca 2016 nagrywała w Los Angeles czołówkę drugiego sezonu serialu Miraculum: Biedronka i Czarny Kot.

## Filantropia
W sierpniu 2013 roku, Laura została ambasadorką kampanii UNICEF „Trick-or-Treat”, gdzie pomaga zbierać pieniądze dla potrzebujących dzieci. Oprócz tego wspiera kampanię „Meatless Monday” (Bezmięsny poniedziałek).

## Filmografia

### Filmy
- 2005: The Jacket jako młoda Jackie
- 2007: Goldfish jako Suzy
- 2007: Supersamiec jako młoda Becca
- 2015: Pod włos jako Monica Reeves
- 2015: A Sort of Homecoming jako młoda Amy
- 2016: Alvin i wiewiórki: Wielka wyprawa jako niania
- 2016: Matka i córka: Podróż do marzeń jako ona sama
- 2017: Lady Bird jako Diana Greenway
- 2019: Historia Kopciuszka, świąteczne życzenie (A Cinderella Story: Christmas Wish) jako Kat Decker
- 2019: Wynajmij sobie chłopaka (The Perfect Date[1]) jako Celia Lieberman
- 2019: Saving Zoë[1] jako Echo
- 2020: Wojna z dziadkiem (The War with Grandpa[1]) jako Mia
- 2022: W królewskim stylu (The Royal Treatment[1]) jako Izzy

### Seriale
- 2003–2006: Bez śladu jako Kate Malone (sezonie 2-4)
- 2004: Joan z Arkadii jako Emily
- 2005: Medical Investigation jako Brooke Beck
- 2006: Dexter jako młoda Debra
- 2006: Huff jako Amelia
- 2006: Zaklinacz dusz jako Audrey
- 2007–2008: Back to You jako Gracie Carr
- 2007−2010: Sarah Silverman jako Heather Silverman / młoda Sarah Silverman
- 2008: Gary Unmarried jako Louise Brooks
- 2009: Heroesi jako młoda Alice Shaw
- 2010: Childrens Hospital jako Haley
- 2010: FlashForward: Przebłysk jutra jako młoda Tracy
- 2010: True Jackson jako Molly
- 2011–2016: Austin i Ally[1] jako Ally Dawson
- 2012: Jessie jako Ally Dawson
- 2014: Liv i Maddie jako Fangs
- 2015: Dziewczyna poznaje świat jako Ally Dawson

## Nagrody i Nominacje
| Rok  | Nagroda                                       | Kategoria                                        | Rola                                                                | Rezultat  |
| ---- | --------------------------------------------- | ------------------------------------------------ | ------------------------------------------------------------------- | --------- |
| 2014 | Teen Choice Awards 2014                       | Aktorka Telewizyjna: Komedia                     | Laura Marano (za rolę Ally Dawson, w serialu „Austin & Ally”)       | NOMINACJA |
| 2015 | Kids Choice Awards 2015                       | Ulubiona Aktorka Telewizyjna                     | Laura Marano (za rolę Ally Dawson, w serialu „Austin & Ally”)       | WYGRANA   |
| 2015 | WorldFest Houston International Film Festival | Najlepsza Wschodząca Gwiazda                     | Laura Marano (za rolę Amy Harridan w filmie „A Sort of Homecoming”) | WYGRANA   |
| 2016 | Kids Choice Awards 2016                       | Ulubiona Aktorka Telewizyjna – Serial Dla Dzieci | Laura Marano (za rolę Ally Dawson, w serialu „Austin & Ally”)       | NOMINACJA |